# Eugène Doyen (homme politique)
Pour les articles homonymes, voir Doyen et Eugène Doyen.
Eugène Doyen, né le 28 février 1911 à Denain, mort le 4 août 1977 à Lille, est un homme politique français. Il est député communiste du Nord de 1945 à 1949.

## Biographie
Fils d'un ouvrier ajusteur, Eugène Doyen exerce le métier d'instituteur. Il terminera sa carrière comme directeur d'école. Résistant dans les FTP, il est nommé à la Libération vice-président de la municipalité de Roubaix. Élu conseiller municipal de cette ville en mai 1945, il en est maire-adjoint jusqu'en 1947. En septembre 1945, il est élu Conseiller général du canton de Roubaix-Nord. 
Fort de cette assise locale il est le 21 octobre de la même année candidat communiste à la députation, dans la 2e circonscription du Nord, au second rang de la liste conduite par Arthur Ramette. Il est élu à la Première Assemblée constituante. Le 2 juin 1946 il est réélu à la Seconde Assemblée constituante. Le 10 novembre 1946 il est de nouveau élu pour siéger  à l'Assemblée nationale. Au cours de ses mandats il intervient fréquemment dans les débats. Mais en désaccord avec les positions du PCF, il est amené à démissionner de sa fonction le 14 avril 1949 et laisse son mandat à sa suivante sur la liste, Isabelle Claeys.

### Mandats électifs
- Maire-adjoint de Roubaix : mai-1945 - octobre 1947 (conseiller municipal jusqu'en 1953).
- Conseiller général du canton de Roubaix-Nord : 1945 - 1951.
- Député du Nord : octobre 1945 - avril 1949.